# Tour-en-Sologne
Tour-en-Sologne település Franciaországban, Loir-et-Cher megyében. Lakosainak száma 1133 fő (2022. január 1.). Tour-en-Sologne Bauzy, Bracieux, Chambord, Cour-Cheverny, Fontaines-en-Sologne, Huisseau-sur-Cosson, Mont-près-Chambord és Neuvy községekkel határos.

## Népesség
A település népessége az elmúlt években az alábbi módon változott:
| Lakosok száma | 504  | 726  | 794  | 885  | 1052 | 1095 | 1117 | 1115 | 1119 | 1133 |
|               | 1968 | 1982 | 1990 | 2006 | 2013 | 2015 | 2017 | 2019 | 2020 | 2022 |